# 류구 선생 묘
류구 선생 묘는 경기도 고양시 덕양구 행신동에 있다. 1991년 6월 25일 고양시의 향토문화재 제30호로 지정되었다.

## 개요
고려말의 인물인 류구선생의 묘소로 독특한 모양의 비석과 문인석이 세워져 있다